# Kauan
Kauan ist eine russische Ambient-Band aus Tscheljabinsk, die 2005 gegründet wurde. Sie hat zwischenzeitlich ihren Sitz ins ukrainische Kiew verlegt und residiert mittlerweile in Helsinki, Finnland.

## Geschichte
Die Band wurde im Februar 2005 von dem Gitarristen, Keyboarder und Sänger Anton Belov und dem Gitarristen Alexander Borovykh gegründet. Mit 16 Jahren hatte Belov das Debütalbum Lumikuuro fertiggeschrieben, ehe es 2007 bei BadMoodMan Records veröffentlicht wurde. Bei demselben Label erschienen 2008 Tietäjän Laulu und 2009 Aava Tuulen Maa. Nach einem Wechsel zu Avantgarde Music, worüber 2011 Kuu.. erschien, unterzeichnete die Band bei Blood Music. Hierüber wurden 2013 bis 2015 Pirut, die Kompilation Muistumia und Sorni Nai veröffentlicht. Danach folgte 2017 bei dem bandeigenen Label Kauanmusic Kaiho das nächste Album. Im selben Jahr nahm die Gruppe am ProgPower Europe teil.

## Stil
Die Band begann „als Death-Doom-Projekt mit leichten Spuren von Post und Progressive Metal. Gerade die Elemente des Post-Metals wurden dann zunehmend ausgebaut und mit Ambient-Elementen vermischt.“
Laut Thomas Kohlruß von babyblaue-seiten.de spielte die Band anfangs eine Mischung aus Doom-, Black- und Folk-Metal, ehe man Elemente aus den Bereiche Ambient und Post-Rock mit eingearbeitet habe. Der Bandname stamme aus dem Finnischen und auch die Texte seien meist in dieser Sprache gehalten. Christoph Murhammer von stormbringer.at schrieb in seiner Rezension zu Kuu.., dass man die Gruppe nur schwer einordnen kann, da sie stilübergreifend sei. Größtenteils bewege man sich im ambienten Bereich, beeinflusst durch Neofolk und Neoklassik und angereichert mit Anleihen aus dem Doom Metal und Post-Rock. Die Band sei durch Tenhi, deren Debütalbum Kauan heißt, beeinflusst worden. Auf dem Album komme man ohne harte Gitarren aus, vielmehr würden die Songs meist von Violine und Piano geleitet, der Grundton sei meist melancholisch. Die Lieder seien atmosphärisch gehalten, wobei dieses Atmosphärische sich im Laufe des Albums verdichte. Sie seien dabei minimalistisch angelegt, jedoch auch recht langatmig und ließen klassische Songstrukturen vermissen. Spyros von cvltnation.com meinte in seiner Rezension zu Pirut, dass die Band anfangs noch eine Mischung aus Doom Metal und Folk spielte, nun auf dem Album aber das Ambiente des Doom Metal, die melodische Seite des Post-Metal, Folk-Passagen und Einflüsse aus der klassischen Musik kombiniere. Die Musik sei minimalistisch und habe meist einen dunklen und melancholischen Grundton. Der Gesang sei mal klar, mal dem Black Metal angelehnt. Alex von metalreviews.com rezensierte Sorni Nai und merkte an, dass das Album vom Unglück am Djatlow-Pass handelt. In musikalischer Hinsicht könne man von meist gruselig klingenden Ambient-Stücken sprechen, wobei oft eine Bratsche, aber auch Klatsch-Perkussion und aggressiver Gesang zum Einsatz kämen. Die Texte seien wie gewohnt auf Finnisch. Dylan Yadav von immortalreviews.com stellte fest, dass auf Kaiho Ambient-Musik zu hören ist, die mal beruhigend, mal mysteriös und mal dunkel sei. Insgesamt habe das Album jedoch einen beruhigenden und entspannten Charakter.

## Diskografie
- 2007: Lumikuuro (Album, BadMoodMan Music)
- 2008: Tietäjän Laulu (Album, BadMoodMan Music)
- 2009: Aava Tuulen Maa (Album, BadMoodMan Music)
- 2011: Kuu.. (Album, Avantgarde Music)
- 2013: Pirut (Album, Blood Music)
- 2014: Muistumia (Kompilation, Blood Music)
- 2015: Sorni Nai (Album, Blood Music)
- 2017: Kaiho (Album, Kauanmusic)
- 2019: Kaiho (Instrumental Version) (Album, Kauanmusic)
- 2021: Ice Fleet (Album, Artoffact Records)